# Elisabeth Alphonsa Maria Eppinger

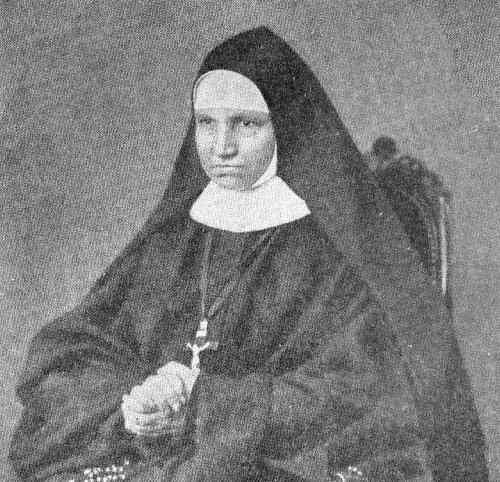
Elisabeth Alphonsa Maria Eppinger

Elisabeth Alphonsa Maria Eppinger (Ordensname: Mutter Alfons Maria) (* 9. September 1814 in Niederbronn im Elsass; † 31. Juli 1867 daselbst) war eine katholische Ordensgründerin und wird als Selige in der römisch-katholischen Kirche verehrt.

## Leben
Elisabeth Eppinger wurde als erstes von elf Kindern einer deutschsprachigen Landarbeiterfamilie geboren. Schon in ihrer frühen Kindheit fühlte sie sich zu einem Leben in der Wirklichkeit Gottes hingezogen. Sie war davon überzeugt, dass Gott jeden Menschen liebt und das Glück eines jeden Menschen will. Sie widmete ihr Leben der Hilfe für Arme, Alte und Kranke. Am 28. August 1849 gründete sie mit Unterstützung von Johannes David Reichard, dem katholischen Pfarrer ihres Heimatortes Bad Niederbronn (Elsass) und der Zustimmung des Straßburger Bischofs Andreas Räß, als Mutter Alfons Maria die Kongregation der Schwestern vom Göttlichen Erlöser (Niederbronner Schwestern). 1854 wurde die Gemeinschaft vom französischen Staat anerkannt. 1866, ein Jahr vor dem Tod der Gründerin, erfolgte die Bestätigung durch Papst Pius IX.
Aus der Gründung gingen mehrere selbstständige Kongregationen hervor:
- Schwestern vom Göttlichen Erlöser (Congregatio Soeurs du Très Saint Sauveur, Ordenskürzel: nicht vergeben) (Niederbronner Schwestern, auch Bühler Schwestern)
- Schwestern des Erlösers (Congregatio Sororum a Sancto Redemptore, Ordenskürzel: CSR)
- Schwestern vom Göttlichen Erlöser (Congregatio Sororum a Divino Redemptore, Ordenskürzel: SDR)
- Schwestern vom Heiligsten Heiland (Zusammenschluss der Kongregation der Schwestern (früher: Töchter) des Allerheiligsten Heilandes von Bratislava (Slowakei) mit der Kongregation der Schwestern vom Göttlichen Erlöser von Oberbronn)[1]

## Seligsprechungsverfahren

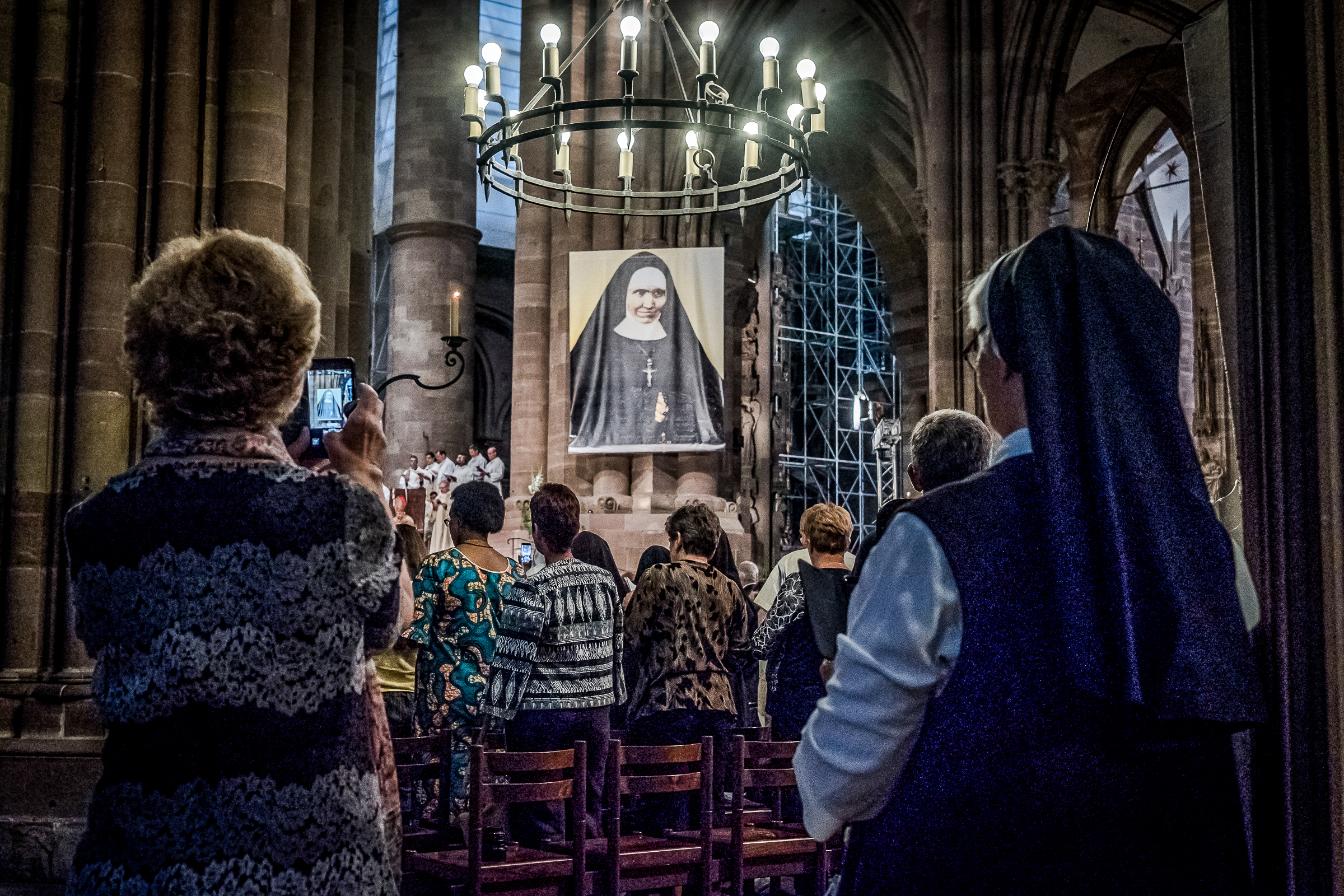
Seligsprechung von Alphonse Marie in Notre-Dame de Strasbourg am 9. September 2018.

Im Seligsprechungsverfahren für Alphonsa Maria Eppinger promulgierte Papst Benedikt XVI. am 19. Dezember 2011 das Dekret über die heroischen Tugenden von Elisabeth Eppinger und legte damit die Grundlage für eine Seligsprechung. Als letzte Voraussetzung für die Seligsprechung bestätigte Papst Franziskus am 26. Januar 2018 ein ihrer Fürsprache zugeschriebenes Wunder. Sie wurde am 9. September 2018 im Straßburger Münster seliggesprochen.